# Lachlan Murdoch
Lachlan Keith Murdoch (nacido el 8 de septiembre de 1971) es el hijo mayor de Rupert Murdoch y Anna Murdoch Mann. Dimitió de su trabajo en News Corporation el 29 de julio de 2005. 
Es el presidente ejecutivo de Nova Entertainment, copresidente de News Corp, presidente ejecutivo y CEO de Fox Corporation. 
Lachlan nació en Londres, pero creció en un barrio de Manhattan, donde su padre es el dueño del New York Post. Se formó en la escuela Aspen y se diplomó en filosofía en la Universidad de Princeton. Durante los veranos trabajaba para los periódicos ingleses The Sun y The Times. Su primer trabajo fue con Queensland Newspapers, la empresa editorial del The Courier-Mail de Brisbane, Australia. Luego trabajó en el periódico The Australian.
Lachlan ha sido el culpable de una mala gestión en el caso de One.Tel, en la cual perdió millones de dólares. También Lachlan ha sido criticado por intentar introducir un estilo estadounidense en los periódicos de Australia.
Murdoch se casó con Sarah O'Hare en 1999. Tienen un hijo, Kalan, nacido en 2004, y una niña en junio del 2006. El 29 de julio de 2005, Lachlan anunció su dimisión de su puesto en News Corporation y su mudanza con su familia a Australia.
Después de su dimisión, empezó un nuevo proyecto, creando una empresa australiana llamada Illyria Pty Ltd..